# Трибуна (архитектура)
Трибуна (лат. tribunum, tribunalis — возвышение, насыпь). Общее значение слова «трибуна» в истории архитектуры — любая возвышенная часть здания. В Древнем Риме — возвышение, помост, на котором восседали магистраты (выборные чиновники) при исполнении своих обязанностей.
Такая трибуна (иначе: лат. suggestus — «насыпь, возвышение, платформа»), облицованная мрамором, находилась на Римском форуме. Она служила ораторским местом и была украшена рострами (носами захваченных вражеских кораблей). Так же называли кресло для судей. В древнеримских базиликах трибуной стали называть полукруглый выступ (апсиду) с возвышенной платформой, где председательствующий магистрат или народный трибун восседал в официальном кресле. Впоследствии термин «трибуна» стал применяться в целом к любой возвышенной конструкции, с которой произносились речи, включая импровизированные деревянные конструкции на Римском форуме и даже личную ложу императора в Большом цирке.
В средневековых базиликах трибуна — возвышение, престол, находящийся в средокрестии под главным куполом или башней храма. В Италии трибуной иногда называют всю алтарную часть храма (в восточной церкви эту часть именуют амвоном). В эпоху итальянского Возрождения трибуной иногда называли тибуриум — башню, обычно в форме октогона (восьмигранника), часто с шатровым покрытием, скрывающим внутренний купол, которую возводили над средокрестием храма. Таким образом она является навершием «трибуны» (алтарной части).
Классический тибуриум, хотя и небольшого размера, создал Донато Браманте в церкви Санта-Мария-прессо-Сан-Сатиро в Милане (1478—1482). В 1492—1497 годах Браманте перестраивал старую базилику Санта-Мария-делле-Грацие в Милане. Сохранив базиликальный план, он пристроил массивную кубическую трибуну с тремя апсидами (основной объём средокрестия), а над трибуной возвёл огромный двухъярусный тибуриум с характерной «ломбардской арочной галереей» и шатровым покрытием. В западноевропейской средневековой и более поздней церковной архитектуре термин «трибуна» применялся к внутреннему объёму сводчатой или полукупольной апсиды. В этом смысле трибуна может содержать главный алтарь или епископское место (кафедру). Эти особенности были особенно распространены в римской и византийской церковной архитектуре. В таких христианских базиликах этот термин часто относили к полукруглой нише (эдикуле) за хором, как в церкви Сан-Клементе в Риме или Сант-Аполлинаре-ин-Классе в Равенне и Сан-Дзено Маджоре в Вероне. В церкви Сан-Миниато-аль-Монте во Флоренции пресбитерий (1207) непосредственно примыкает к апсиде. Он приподнят на колоннах и образует второй этаж (антресоль) алтарной части, там же находится амвон (кафедра, 1207), или пульпит (лат. pulpitum — помост, подмостки). Такой завышенный пресбитерий в Италии также называют трибуной.
Светским примером трибуны является знаменитая восьмиугольная комната галереи Уффици во Флоренции.
Термин «трибуна» иногда трактуют слишком широко и распространяют на любую галерею, балкон или трифорий в храме, этот термин относят к открытой аркаде, выходящей на неф церкви — или, по сути, к любому большому зальному пространству. Историк архитектуры Николаус Певзнер в серии книг «Здания Англии» (The Buildings of England, 1951—1974) старался подчеркнуть, что трибуна и трифорий, хотя их часто путают, — это не одно и то же.
Таким образом, термин «трибуна» может относиться к любому возвышению или платформе, похожей на сцену, а также к зрительской трибуне (например, на стадионе) или в более неопределённом метафорическом смысле к любому месту, с которого можно произнести речь, таким как кафедра, что, по-видимому, является возвратом к изначальной функции раннего римского трибунала. Отсюда и произошло распространенное метафорическое использование слова «трибуна» в названиях газет, журналов и новостных программ.
- Остатки ростральной трибуны на Римском форуме
- Трибуна алтарной части церкви Сен-Мартен-де-Шан в Париже
- Трибуна (антресоль) алтарной части церкви Сан-Миниато-аль-Монте, Флоренция
- Трибуна, или тибуриум, церкви Санта-Мария-делле-Грацие в Милане. 1492—1497. Архитектор Донато Браманте
- Церковь Санта-Мария-прессо-Сан-Сатиро. Милан. Баптистерий-тибуриум в форме октогона. 1478—1482. Архитектор Донато Браманте
- Трибуна здания Уффици во Флоренции
- Трибуна Уффици. Интерьер